# 8543 Tsunemi
8543 Tsunemi (1993 XO1) là một tiểu hành tinh vành đai chính được phát hiện ngày 15 tháng 12 năm 1993 bởi T. Kobayashi ở Oizumi.